# Vrijwilligersorganisatie
Een vrijwilligersorganisatie is een organisatie die werkzaam is in de maatschappelijke, culturele of sportieve sector en wier werkzaamheden voor een groot deel door vrijwilligers (dus in beginsel onbetaald) worden uitgevoerd.
Een vrijwilligersorganisatie kan een goed doel zijn, maar dit hoeft niet. Wel zijn vrijwilligersorganisaties doorgaans (onderdeel van) stichtingen of verenigingen zonder winstoogmerk.
Voorbeelden van vrijwilligersorganisaties:
- veel sportverenigingen
- Het Nederlandse Rode Kruis en Rode Kruis-Vlaanderen
- Nationale Vereniging de Zonnebloem (Nederland)